# François de Sagon

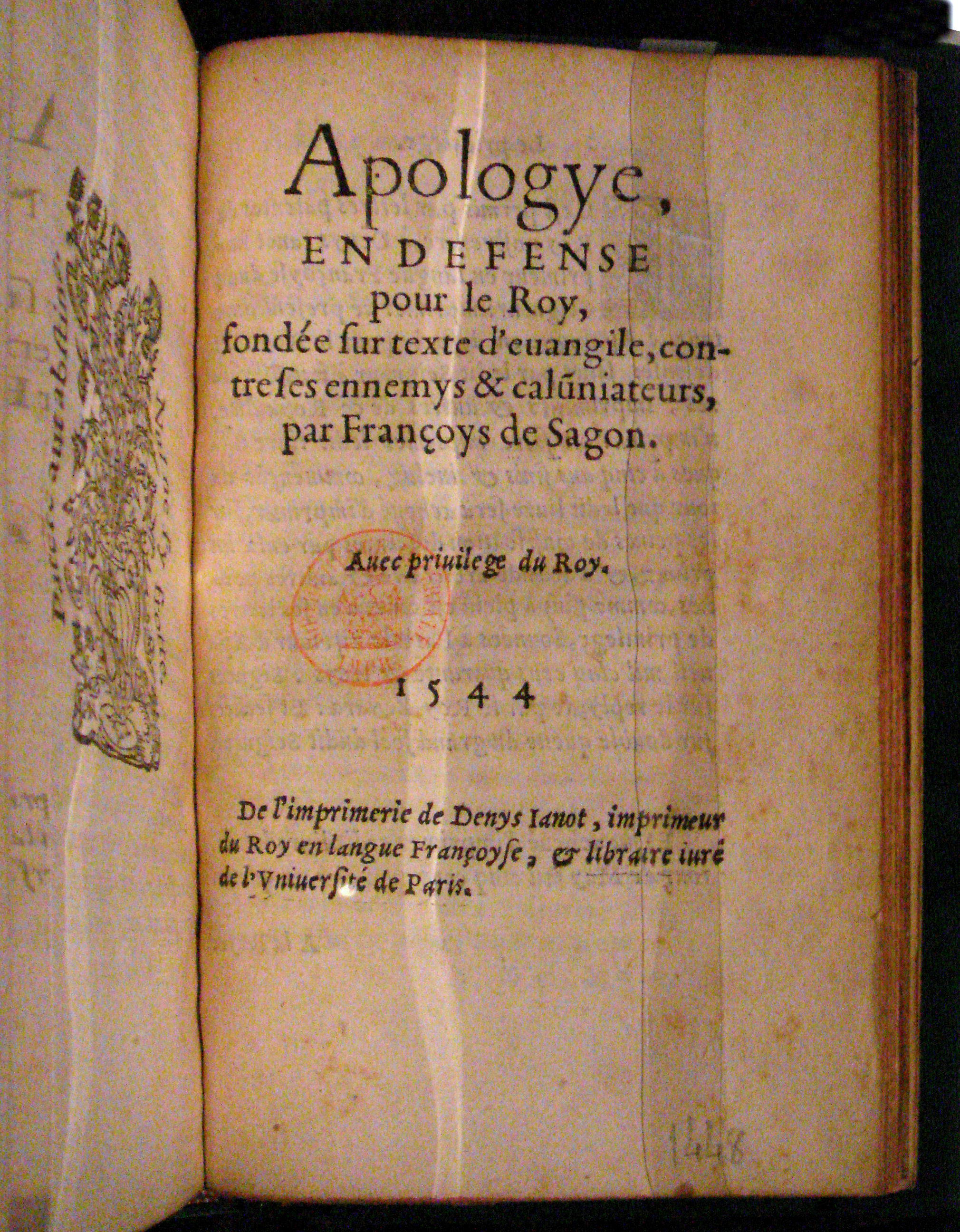
Apologye en défense pour le Roy, fondée sur texte d'évangile, contre ses enemis et calomniateurs di François de Sagon, 1544.

François de Sagon (fl. XVI secolo) è stato un presbitero e poeta francese del XVI secolo.

## Biografia
Fu famoso per la sua inimicizia con Clément Marot.
Pubblicò nel 1544 Apologye en défense pour le Roy, un testo a difesa dell'operato di Francesco I nell'alleanza franco-ottomana, tracciando un parallelo con la parabola del buon samaritano della Bibbia, in cui Francesco viene paragonato al ferito, l'Imperatore ai ladro, e Solimano il Magnifico al buon samaritano che fornisce aiuto a Francesco I.

## Opere
- Le regret d'honneur féminin
- Apologye en défense pour le Roy
- Epistre à Marot